# 传统经济
傳統經濟體系是經濟學的名詞又稱為自然经济，與商品经济相對，多是於鄉村以及農業社會之中出現，主要是依據社會風俗和慣例以解決三個基本經濟問題（生產什麼、如何生產、生產給誰）。而相對的另外的兩種經濟體系是計劃經濟體系、市場經濟體系。